# 정신 폐색
정신 폐색 (精神閉塞)은 고통스러운 생각의 억압, 또는 작가의 폐색의 경우처럼, 생각의 흐름이 계속되지 않는 일이다. 통상으로 생각하면 간단한 수학 문제를 해결할 수 없을 때와 유사한 현상이 일어난다. 작가의 폐색의 경우, 많은 것이 도움이 휴식을 취하고 자신의 주제를 다시 찾아야 한다. 정신 폐색자들이 새로운 정보를 학습 할 때 사용되는 다른 방법은 반복이다. 정신 폐색은 신체 장애 또는 단순히 초점 부족으로 인해 발생할 수 있다. 정신 폐색은 종종 이름이나 다른 정보를 일시적으로 기억할 수 없는 일을 설명하는 데 사용된다.

## 같이 보기
- 기억
- 망각
- 설선